# Pyeongtaek Jije (métro de Séoul)
PyeongtaekJije (hangeul : 평택지제 ; hanja : 平澤芝制, sous nommée en anglais (Korea Welfare University) ) est une station de la ligne 1 du métro de Séoul et du Suseo SRT. Elle est située au 777 Gyeonggi-daero, dans le quartier Jije-dong de la ville Pyeongtaek-si, dans la province Gyeonggi-do, au sud-ouest de la ville de Séoul en Corée du Sud. Elle dessert notamment le grand magasin E-Mart. .
Ouverte en 2006 la station du métro est desservie par les rames d'un service omnibus de la ligne 1 du métro de Séoul. Depuis 2016, elle est en correspondance directe avec la gare de Pyeongtaek Jije, sur la ligne à grande vitesse de Suseo à Pyeongtaek (en), desservie par le Super Rapid Train (SRT) (en).

## Situation sur le réseau

Plan du réseau (2023)

Établie en surface, la station Pyeongtaek Jije est une station de passage de la ligne 1 (branche Guro-Sinchang) du métro de Séoul, elle est située : entre la station Seojeongni, en direction du terminus nord-est Yeoncheon, et la station Pyeongtaek, en direction du terminus sud-ouest Sinchang.
La station du métro est établie en parallèle avec la gare de Pyeongtaek Jije du train à grande vitesse SRT (en).

## Histoire
La station de métro, alors dénommée Jije est mise en service le 30 juin 2006,,.
La station est renommée Pyeongtaek Jije le 24 novembre 2020,.

## Services aux voyageurs

### Accès et accueil
La station est établie au 777 Gyeonggi-daero, dans le quartier Jije-dong. Elle dispose de d'une bouche, accès principale situé à l'est de la station et d'un passage de correspondance direct avec le bâtiment de la gare de Pyeongtaek Jije.

### Desserte
Pyeongtaek Jije : est desservie par les rames de service omnibus de la ligne 1 du métro de Séoul.

### Intermodalité
Des arrêts de bus sont situés à proximité de la station.